# Kevin De Bruyne
Kevin De Bruyne (Drongen, Gant, 28 de juny de 1991) és un futbolista belga que juga com a migcampista ofensiu o davanter pel SCC Napoli i l'equip nacional de Bèlgica. Pel seu estil de joc, els mitjans de comunicació, entrenadors, i altres futbolistes, l'han considerat un dels millors jugadors d'Europa, i se'l descriu sovint com a futbolista "complet". The Guardian el va classificar com a quart millor futbolista del món el 2017.
De Bruyne va començar al KRC Genk, on era titular quan van guanyar la Lliga 2010–11. El 2012, fa fitxar pel Chelsea FC anglès, però no jugava gaire i el van cedir al Werder Bremen. Va fitxar pel VfL Wolfsburg per 20 milions d'euros el 2014, i el 2015 va ser nomenat Futbolista de l'Any a Alemanya. Aquell mateix any, va fitxar pel Manchester City FC en un traspàs rècord per al club de 54 milions de lliures o 75 milions d'euros. En les tres temporades següents amb el City, De Bruyne va jugar més de 140 partits i va guanyar un títol de la Premier League i dues Copes de la Lliga. Va tenir un protagonisme significatiu en la temporada dels rècords del City, quan van ser el primer equip d'aconseguir 100 punts en una temporada, la de 2017-18. A més, ha estat Jugador de l'Any del Manchester City quatre cops, el 2016, el 2018, el 2020 i el 2022.

## Palmarès
KRC Genk
- 1 Lliga belga: 2010-11
- 1 Copa belga: 2008-09
- 1 Supercopa belga: 2011

VfL Wolfsburg
- 1 Copa alemanya: 2014-15
- 1 Supercopa alemanya: 2015

Manchester City FC
- 1 Campionat del Món de Clubs: 2023
- 1 Lliga de Campions de la UEFA: 2022-23
- 1 Supercopa d'Europa: 2023
- 6 Lligues angleses: 2017-18, 2018-19, 2020-21, 2021-22, 2022-23, 2023-24
- 2 Copes angleses: 2018-19, 2022-23
- 5 Copes de la lliga anglesa: 2015-16, 2017-18, 2018-19, 2019-20, 2020-21
- 3 Community Shield: 2018, 2019, 2024